# شیوه‌نامه ام‌ال‌ای
 شیوه‌نامهٔ ام‌ال‌اِی (به انگلیسی: MLA Style Manual and Guide to Scholarly Publishing)، ویرایش سومِ شیوه‌نامهٔ MLA (به انگلیسی: The MLA StyleManual)‏ (۲۰۰۸) است. اولین نسخهٔ این شیوه‌نامه در سال ۱۹۸۵ منتشر شد. ام‌ال‌اِی یک روش آکادمیک برای منبع‌دهی است که در ایالات متحدهٔ آمریکا و کانادا و بسیاری از کشورهای دیگر استفاده می‌شود.
MLA مخفف Modern Language Association است.

## شیوهٔ منبع‌دهی

### کتاب
نام نویسنده [نام خانوادگی، نام، نام وسط]. عنوان. مکان انتشار: ناشر، تاریخ چاپ. نوبت چاپ. اطلاعات تکمیلی
Hodgkinson, Tom. Date of Birth. How to Be Idle. New York: Harper, 2005.

### مقالات
نام نویسنده [نام خانوادگی، نام، نام وسط]. "عنوان مقاله." Title of periodical شماره ("برای نشریات ادواری"). [دوره] issue number ("if available, for a scholarly journal") تاریخ انتشار درون پرانتز: صفحات ("inclusive
Brophy, Mike. "Driving Force." Hockey News. 21 Mar. 2006: 16-19.
Kane, Robert. "Turing Machines and Mental Reports." Australasian Jour. of Philosophy 44.3 (1966): 334-52.